# Johannes Wislicenus

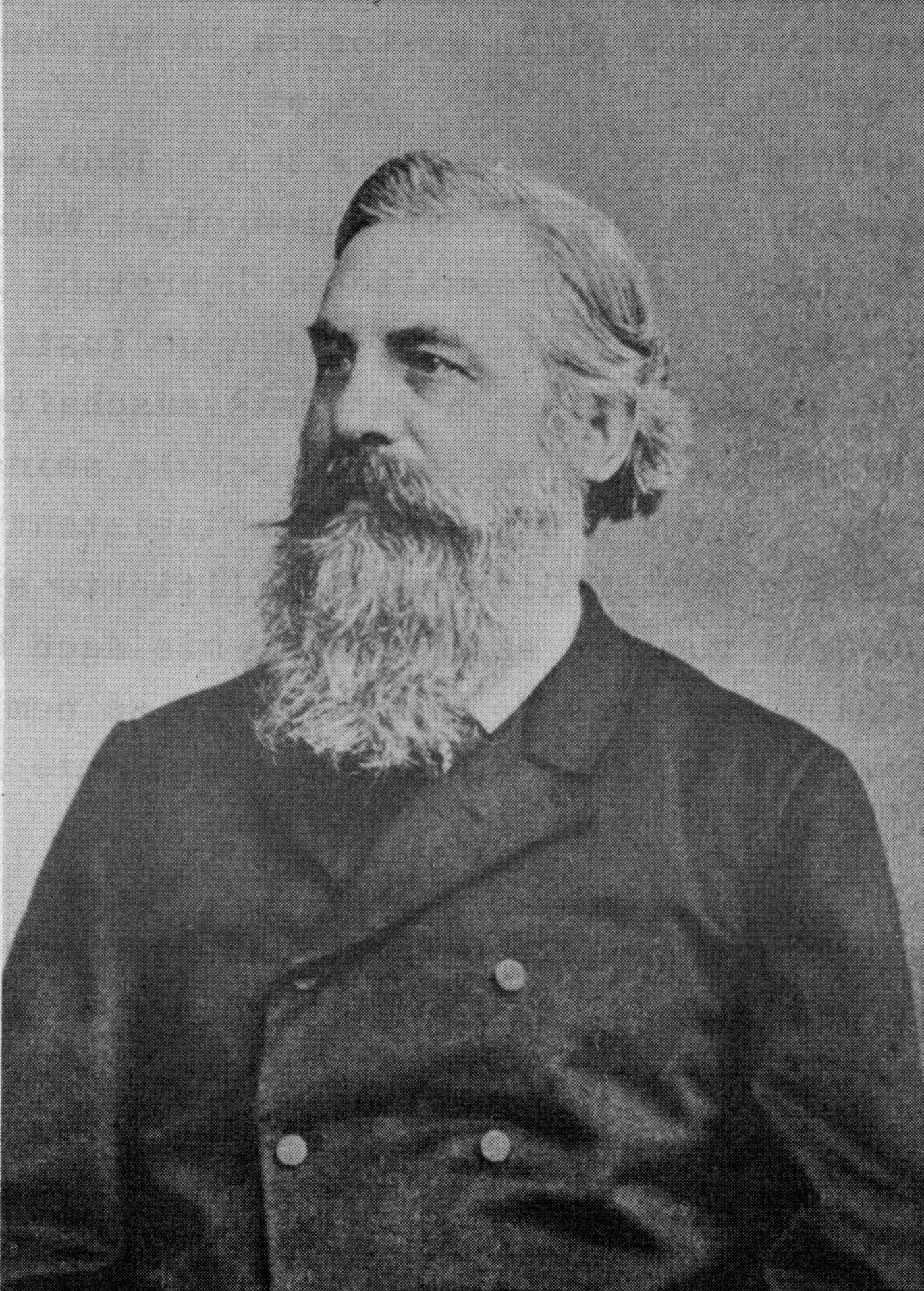
Johannes Wislicenus

Johannes Wislicenus (Németország, Kleineichsted, 1835. június 24. - Lipcse, 1902. december 5.) német kémikus.

## Életrajza
Johannes Wislicenus 1835. június 24-én született Németországban, a Querfurt melletti Klein-Eichstedtben 1860-és 1872 között a zürichi politechnikumon, majd 1872-ben Würzburgban és 1885-től Lipcsében volt kémia tanár.
A szénvegyületek kémiájában végzett vizsgálatokat és a tejsavakról irt tanulmányával a van t'Hoff és Lebel-féle elméletet, mely a szénvegyületek molekuláiban foglalt atomok térbeli elhelyezkedésére vonatkozik, szilárd alapokra fektette és ezáltal felderítette a geometriai izomeriáknak a lényegét.
Lipcsében halt meg 1902. december 5-én, 67 évesen.

## Munkái
- 1859-ben átdolgozta Regnault-Strecker Kurzes Lehrbuch der Chemie című művét; Theorie des gemischten Typen.